# 白细胞介素-3
白细胞介素3（英語：Interleukin 3，IL-3）是一种蛋白质，在人体中由IL 3 基因编码。

## 功能
白细胞介素3是白介素，一个类生物信号（细胞因子）的一种，作为人体免疫系统一部分增强对于疾病的天然响应。通过结合白介素-3受体发挥效应。
白细胞介素3刺激多能造血干细胞分化为髓系祖细胞，或与IL-7联合作用生成淋巴祖细胞。此外，IL-3刺激所有髓系细胞的增殖中。人IL-3基因位于5号染色体，编码152个氨基酸长的蛋白质，天然存在的IL-3是糖基化的。

## 发现
白细胞介素3最初是由JN Ihle在小鼠中发现的，他发现了一种T细胞衍生因子，能诱导造血细胞合成20α-羟基类固醇脱氢酶，称为白细胞介素-3。